# Гюрза
 Тази статия е за вида змии.  За марката пистолети вижте Гюрза (пистолет).  
Гюрзите (Macrovipera lebetina) са вид влечуги от семейство Отровници (Viperidae).
Разпространени са в Югозападна и южните части на Централна Азия.
Таксонът е описан за пръв път от шведския ботаник и зоолог Карл Линей през 1758 година.

## Подвидове
- Macrovipera lebetina cernovi
- Macrovipera lebetina obtusa
- Macrovipera lebetina transmediterranea
- Macrovipera lebetina turanica